# Sid Bernstein
Sid Bernstein (Nueva York, 12 de agosto de 1918-Nueva York, 21 de agosto de 2013) fue un productor musical, empresario y promotor estadounidense. Al haber contratado a bandas como The Beatles, The Rolling Stones, Herman's Hermits y The Moody Blues para tocar en su país por primera vez, Bernstein es considerado gran responsable de la llamada invasión británica en Estados Unidos. Además se le reconoce como el primer empresario en utilizar estadios deportivos para conciertos de rock.
Bernstein ha sido, además, inspirador de Sid Bernstein Presents, documental en su honor. En este participaron, entre otros, Lenny Kravitz, Dick Clark, Shirley MacLaine, Paul Anka, Eric Burdon, The Rascals, The Moody Blues, Tito Puente y James Brown.
En 2012, tras muchas décadas de servicio a la industria musical, Bernstein grabó su propio álbum, también titulado Sid Bernstein Presents, con versiones de algunas de sus canciones preferidas.